# Zelenivka, Bahmaci
Zelenivka (în ucraineană Зеленівка) este un sat în comuna Biloveji-Perși din raionul Bahmaci, regiunea Cernihiv, Ucraina.

## Demografie
Componența lingvistică a localității Zelenivka
     Ucraineană (99,32%)
     Alte limbi (0,68%)
Conform recensământului din 2001, majoritatea populației localității Zelenivka era vorbitoare de ucraineană (99,32%), existând în minoritate și vorbitori de alte limbi.